# Евренозово
Еврено̀зово (до 1934 г. Евренезово) е село в Югоизточна България. То се намира в община Малко Търново, област Бургас.

## География
Евренозово се намира в планината Странджа и в границите на Природен парк „Странджа“. На 5 km югозападно от селото преминава река Велека, на 7 km е разположено село Звездец, на 28 km се намира общинския център Малко Търново и на 61 km е разположен областния център Бургас.

## История
Селото се споменава за пръв път в османски данъчни регистри от 1676 г. В турски документи от 1731 г. се споменава с имената Евренос и Евренкьой. Името на селището произлиза от старотурската дума "еврен" - змей и се свързва с големия брой долмени в околностите му - местното им название е “змеюви къщи”. Селището е влизало в привилегированата област Хасекия. Населението му е предимно турско и се изселва след присъединяването на областта към България след Балканската война (1912 – 1913 г.). През следващите години Евренозово е отново заселено с български бежанци от Източна Тракия. Към 1926 г. населението на селото е 490 души.

## Население

### Етнически състав
Преброяване на населението през 2011 г.
Численост и дял на етническите групи според преброяването на населението през 2011 г.:
|                     | Численост |
| Общо                | 46        |
| Българи             | 17        |
| Турци               | -         |
| Цигани              | -         |
| Други               | -         |
| Не се самоопределят | -         |
| Неотговорили        | 29        |

## Забележителности
- Долмени в местностите Райков чукар и Лъките[3]
- Долмен от 10 век пр.н.е. и гробница от 4 век в местността Бакърен извор[3]

## Личности
Родени
- Жельо Манолов (1916 – 1942) – деец на българското революционно работническо движение.
- Милка Коларова (1927 – 2021) – дългогодишен преподавател в ЕСПУ „Васил Левски“ – гр. Малко Търново, краевед, автор на книгите: „Малко Търново – Страници от миналото“ (I и II част) и „Евренозово през вековете“, почетен гражданин на Малко Търново от 2015 година
- Вълкан Кехая (убит на 8 април 1924 г.) – кехая в село Евренезово през периода 1913 – 1924 г.